# Poludnica (Berg)
Die Poludnica ist ein Berg im slowakischen Gebirge Niedere Tatra mit einer Höhe von 1549 m n.m. Der Berg erhebt sich im geomorphologischen Teil Ďumbierske Tatry, noch genauer im Unterteil Demänovské vrchy, am Ende eines nördlich vom am Hauptkamm gelegenen Berg Krúpova hoľa 1928 m n.m. verlaufenden Seitenkamms der Krakova hoľa und trennt die Täler Iľanovská dolina westlich und Jánska dolina östlich des Bergs. Das Bergmassiv ist zwischen den Katastralgebieten von Závažná Poruba und Liptovský Ján geteilt.
Der Berg hat zwei Gipfel, nämlich einen nördlichen und tieferen mit dem Namen Predná Poludnica (= Vordere P.) und einen südlichen und höheren, der Zadná Poludnica (= Hintere P.) heißt und wird überwiegend vom Gutensteiner Kalk gebildet, mit mehreren Felsformationen und kleineren Höhlen im Gipfelbereich. Der vom slowakischen Wort poludnie abgeleitete Name bezieht sich auf den Sonnenstand, da für die Einwohner der sechs Kilometer nördlich gelegenen Stadt Liptovský Mikuláš (deutsch Liptau-Sankt-Nikolaus) die Sonne am Mittag genau über dem Berg steht, somit entspricht er etwa dem deutschen Mittagsberg.
Zum Berg führt ein blau markierter Wanderweg von Iľanovo heraus, der weiter zum Abzweig Kosienky, poľana unweit der Krakova hoľa führt. Weitere Möglichkeiten sind ein gelb markierter Wanderweg von Závažná Poruba zum Abzweig Predná Poludnica sowie ein grün markierter Wanderweg von Liptovský Ján heraus.